# Jongleringsboll

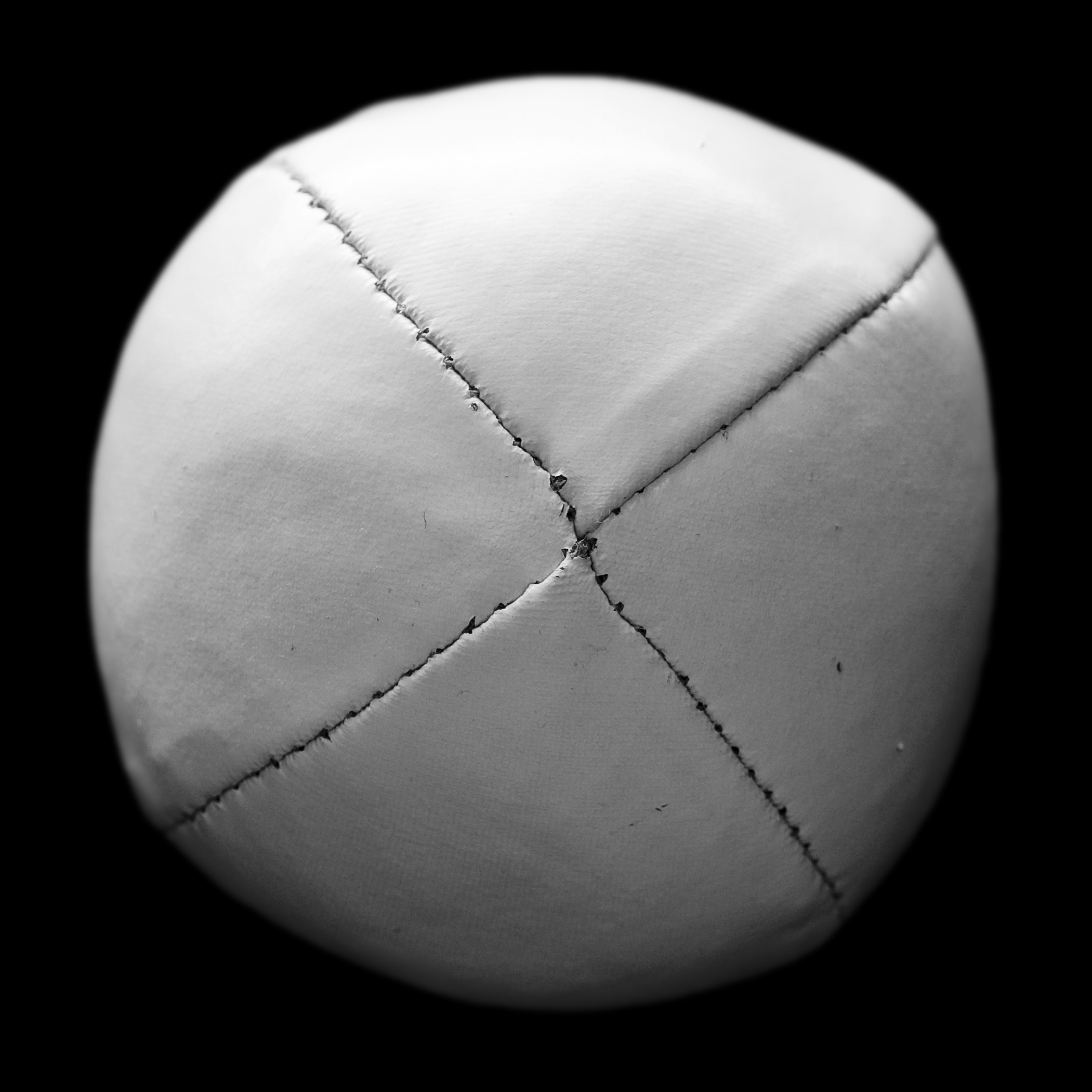
En jongleringsboll

En jongleringsboll är en boll avsedd för jonglering. Dessa bollar innehåller ofta någon form av mjuk fyllning, exempelvis ris eller sand, allt för att göra jongleringen mer behaglig. Den vanligaste fyllningen i bollar av god kvalitet är linfrö. Materialet varierar kraftigt. Skinn och tyg är två av de vanligare varianterna. Jongleringsbollar kan köpas i såväl leksaksbutiker som specialiserade gycklarbutiker. Det går även utmärkt att göra en jongleringsboll själv.